# Francesc Aizcorbe i Oriol
Francesc Aizcorbe i Oriol (Cervera, 1888 - Barcelona, 1967) fou un advocat i periodista català.
Era fill de Pere Aizcorbe i Rosa Oriol Masés. Des de jove milità en lo carlisme. Entre 1905 i 1915 fou col·laborador de la revista tradicionalista de Vic Ausetània amb los pseudònims de Ben-Hur i Espigoler.
Va estudiar Dret a la Universitat de Barcelona i fou redactor d'El Correo Catalán, des d'on va fer campanyes de gran repercussió ciutadana. L'any 1915 publicà en aquest diari cròniques de la Primera Guerra Mundial amb lo pseudònim Amador de España.
El novembre de 1917 Aizcorbe va participar en lo Congrés de Joves tradicionalistes catalans al Círcol Tradicionalista de Barcelona amb Vicenç Carbó, Joan Baptista Roca, Àngel Marquès, Pere Roma, Bernardí Ramonell i Josep Brú. Aquest congrés, organitzat amb lo propòsit de reorganitzar el tradicionalisme català i revisar-ne el seu programa, va ser criticat pels periòdics afectes a Mella com El Norte de Girona, el qual lo va acusar de fer maneigs per a afavorir l'aliança amb la Lliga Regionalista i trencar la unitat del partit, un any abans que fossen los dirigents mellistes qui finalment se'n separessen.
A l'octubre del 1919 va participar en la fundació dels Sindicats Lliures en la reunió celebrada a l'Ateneu Obrer Legitimista del carrer de la Tapineria, i en va redactar els estatuts. Entre 1921 i 1922 fou redactor del Diario de Barcelona.
L'any 1922 fou, juntament amb Ramon Bassols, un dels principals promotors a Catalunya del Partit Social Popular liderat per Ángel Ossorio y Gallardo, del qual en formaven part antics carlins, mauristes i demòcrata-cristians.
Després de la Guerra Civil espanyola, va pertànyer al Cos Jurídico-Militar com a oficial segon honorífic, i en lo Jutjat Militar d'Igualada va elaborar expedients contra desafectes al règim de Franco com Ramon d'Abadal i de Vinyals, Ramon d'Abadal i Calderó o Marià Rubió i Tudurí, entre d'altres.
Fou accionista de Fomento de la Prensa Tradicionalista, S.A. (que editava El Correo Catalán) i un dels socis fundadors de l'Associació de la Premsa i de la societat "Amigos de la Ciudad", de la qual va ser secretari d'honor. En lo moment de la seua mort era director de la revista Barcelona.
Va casar amb Benita Bausili, amb qui va tindre per fills Benita, Immaculada, Francesc, Atanasi i Josep Maria Aizcorbe Bausili. Francesc Aizcorbe Bausili, agent de canvi i borsa, va pertànyer durant los anys 60 al consell d'administració d'El Correo Catalán i va ser qui l'any 1974 va adquirir la majoria de les accions del diari en nom de Jordi Pujol.